# Camille Brottes
Pour les articles homonymes, voir Brottes (homonymie).
Camille Brottes est une réalisatrice, scénariste et scripte française.

## Filmographie (réalisatrice)

### Courts métrages
- 1993 : Une femme en bataille
- 2003 : Hôtel des acacias
- 2010 : On bosse ici ! On vit ici ! On reste ici ! (coréalisatrice)

### Moyen métrage
- 2000 : À découvert

### Long métrage
- 2012 : À l'abri de la tempête (signé Camille Brottes Beaulieu[1])